# Glyphothecium sciuroides
Glyphothecium sciuroides är en bladmossart som beskrevs av Georg Ernst Ludwig Hampe 1859. Glyphothecium sciuroides ingår i släktet Glyphothecium och familjen Ptychomniaceae. Inga underarter finns listade i Catalogue of Life.